# William Lowell Putnam Competition
Die William Lowell Putnam Competition ist ein jährlich ausgetragener, prestigeträchtiger Mathematikwettbewerb unter Studenten in den USA und Kanada. Der Wettbewerb wird von der Mathematical Association of America ausgerichtet.
Es werden sowohl Mannschaften der Universitäten als auch Einzelsieger gewertet (die besten fünf Teilnehmer werden Putnam Fellows). Die Preisgelder schwanken, liegen aber meist bei mehreren tausend Dollar (in den letzten Jahren erhielt das erste Team 25.000 Dollar und die Teammitglieder je 1000, die nächsten vier Teams entsprechend weniger; die besten fünf Teilnehmer je 2500 Dollar).
Einer der Putnam Fellows erhält auch ein Stipendium der Putnam-Stiftung für ein Studium an der Harvard University.
Der Wettbewerb ist nach dem Stifter William Lowell Putnam (1862–1935) benannt und wird seit 1938 ausgetragen. Die Teilnehmer aus Colleges und Universitäten dürfen noch keinen Abschlussgrad erworben haben (Undergraduates). Auch High-School-Absolventen dürfen teilnehmen, jeder Teilnehmer aber höchstens viermal. Die Prüfungen finden an den jeweiligen Universitäten statt und dauern zweimal drei Stunden am Morgen und Nachmittag. Zwölf Probleme sind zu lösen.
Für die besten weiblichen Teilnehmer gibt es zusätzlich den Elizabeth Lowell Putnam Prize.
Der Test, an dem rund 2000 Studenten teilnehmen, findet jedes Jahr am ersten Samstag im Dezember statt.